# Mirrhafű
A mirrhafű, féregűző libatop, epazote, mexikói vagy jezsuita tea vagy rubianka libatop (Dysphania ambrosioides) a szegfűvirágúak rendjébe ezen belül a disznóparéjfélék családjába tartozó növényfaj. Magyarországon is termesztik ezt a gyógy-, fűszer és egyben mérgező növényt.

## Elterjedése, élőhelye
Amerika trópusi és szubtrópusi vidékein és Észak-Amerikában őshonos.
Más vidékeken általában orvosi célok miatt kezdték termeszteni, az illatos, egynyári évelő gyógyhatású növényt. Napjainkban csaknem az egész földön találkozhatunk vele gyomként is.

## Megjelenése, jellemzői

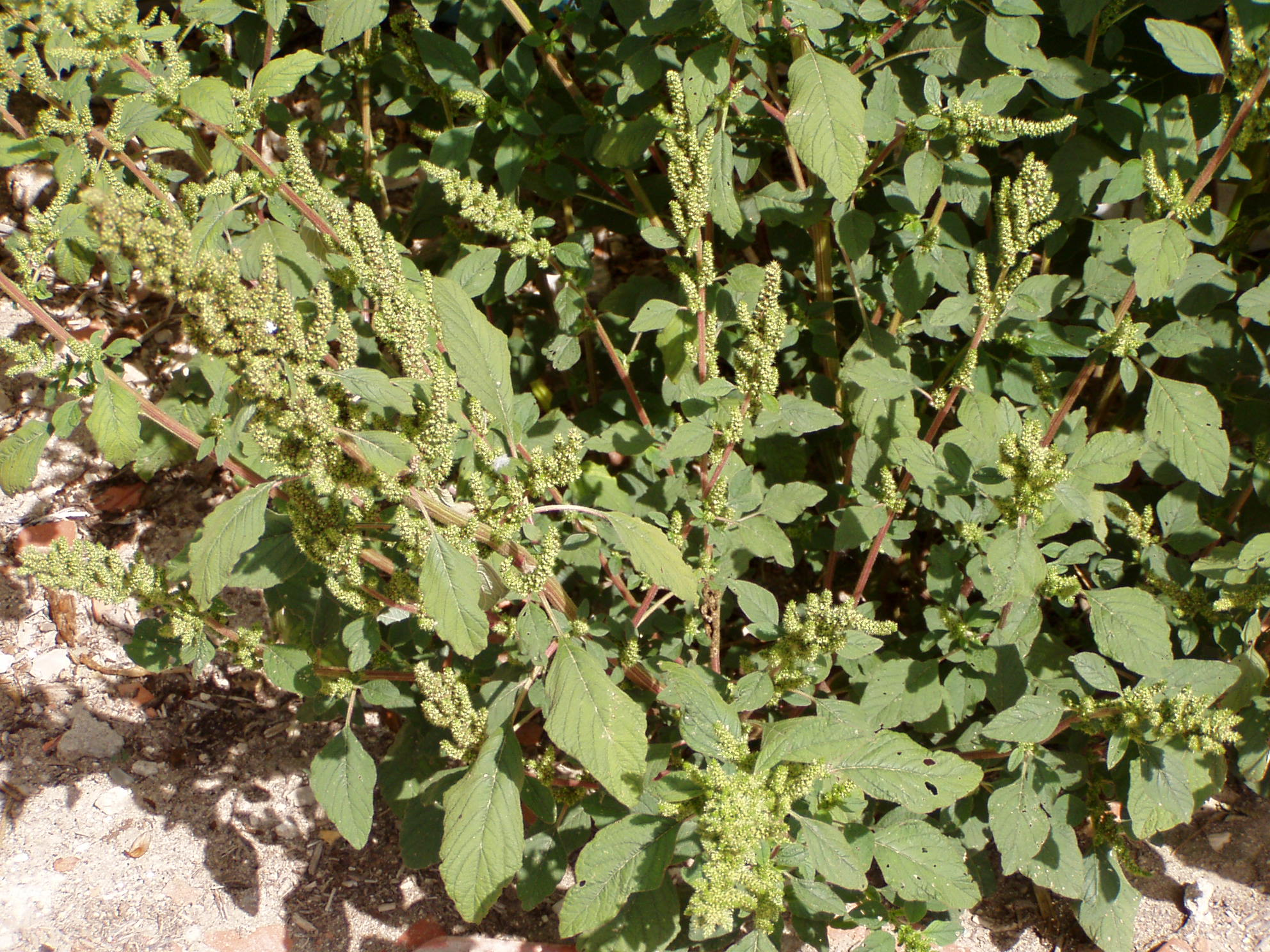
A növény képe

Szára piroson befuttatott, levelei a szárnál keményebbek, fénylőek. Lándzsa alakú levelei a talaj közelében fűrészfogasabbak, a talajtól távolodva fogazottságuk megszűnik. Nyáron nyíló virágzata apró zöld színű virágokból áll tömött, levéltelen álfüzért alkot.

## Hatóanyagai
Drogja (Chenopodii herba) 1-3% aszkaridolt, szaponinokat tartalmaz.

## Felhasználása
Többféle felhasználása is ismert, hiszen gyógyászati és étkezési célra is hasznosítható, de hatóanyagai helytelen alkalmazása esetén mérgezést is okozhat. A növény minden része, különösen magjai és a lepárlásukkal nyert illóolaj féregűző szert, aszkaridolt tartalmaz, melyet az állatgyógyászatban hasznosítanak. Fűszeres illatú leveleivel Mexikóban levest, kását és fekete babból, kagylóból készült ételeket ízesítenek. A leveléből készül a mexikói, un. jezsuita tea, amely étvágyjavító, vizelethajtó hatása mellett féregűzésre orsógiliszta, horog- és galandféreg ellen egyaránt hatékony. A levelek hurut és asztma gyógyítására is alkalmazhatók és egyes amazóniai népek tejszaporítónak használják. Teája intenzív, és kellő körültekintéssel alkalmazandó, mert koncentráltan az erős drogok közé tartozik. Érdekesség, hogy az inka indiánok halottaikat ezzel konzerválták. Napjainkban közvetlen felhasználása visszaszorulóban van. A gyógyszergyártók az illóolaj-tartalmú drogjából bélgiliszta és fonálféreghajtó gyógyszert készítenek.

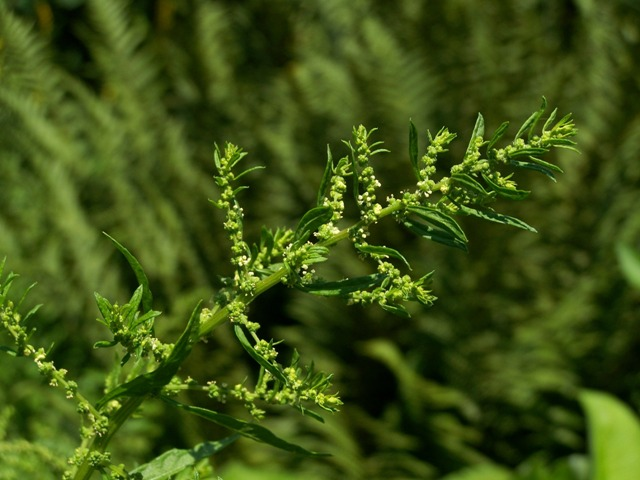
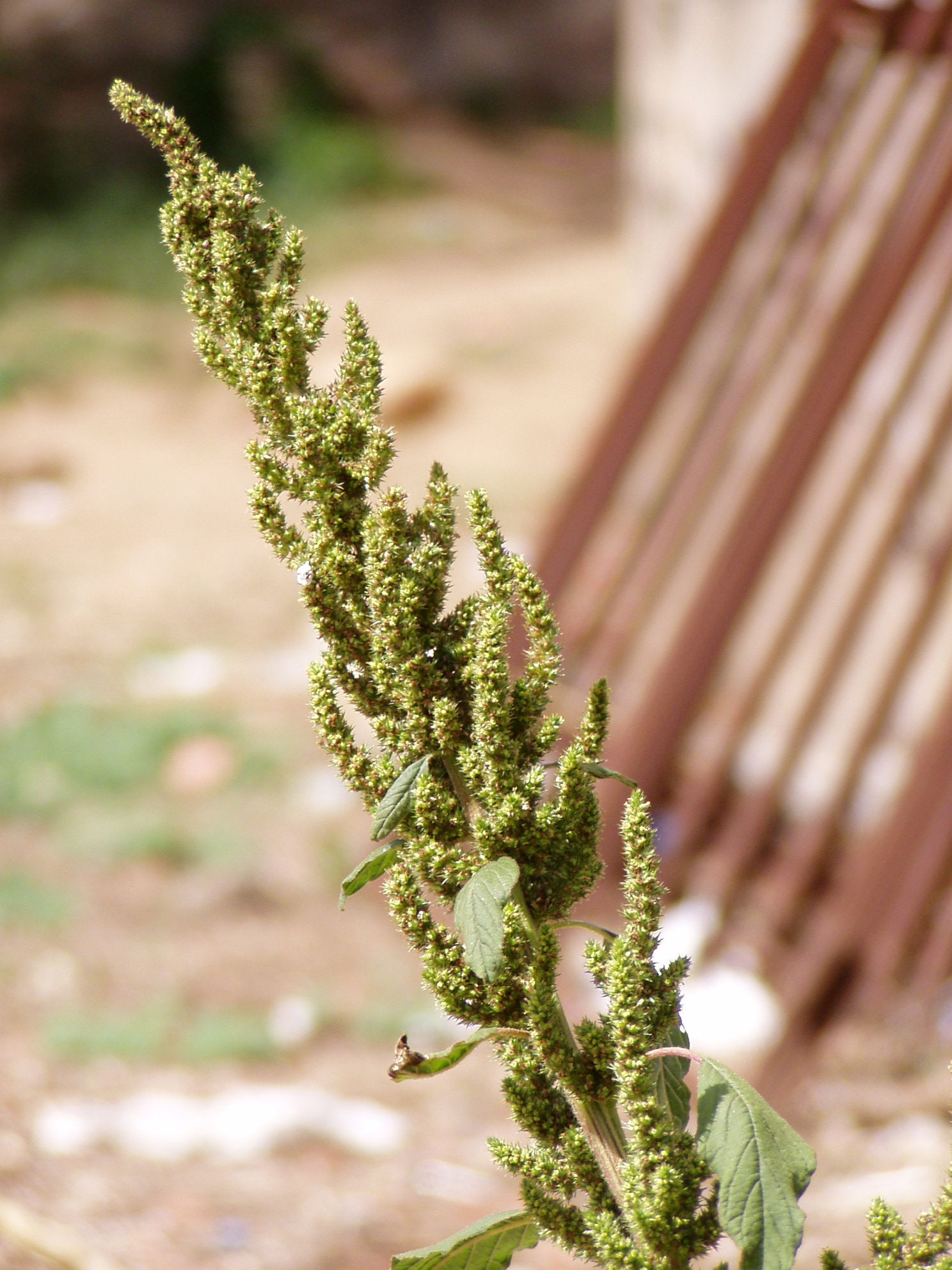
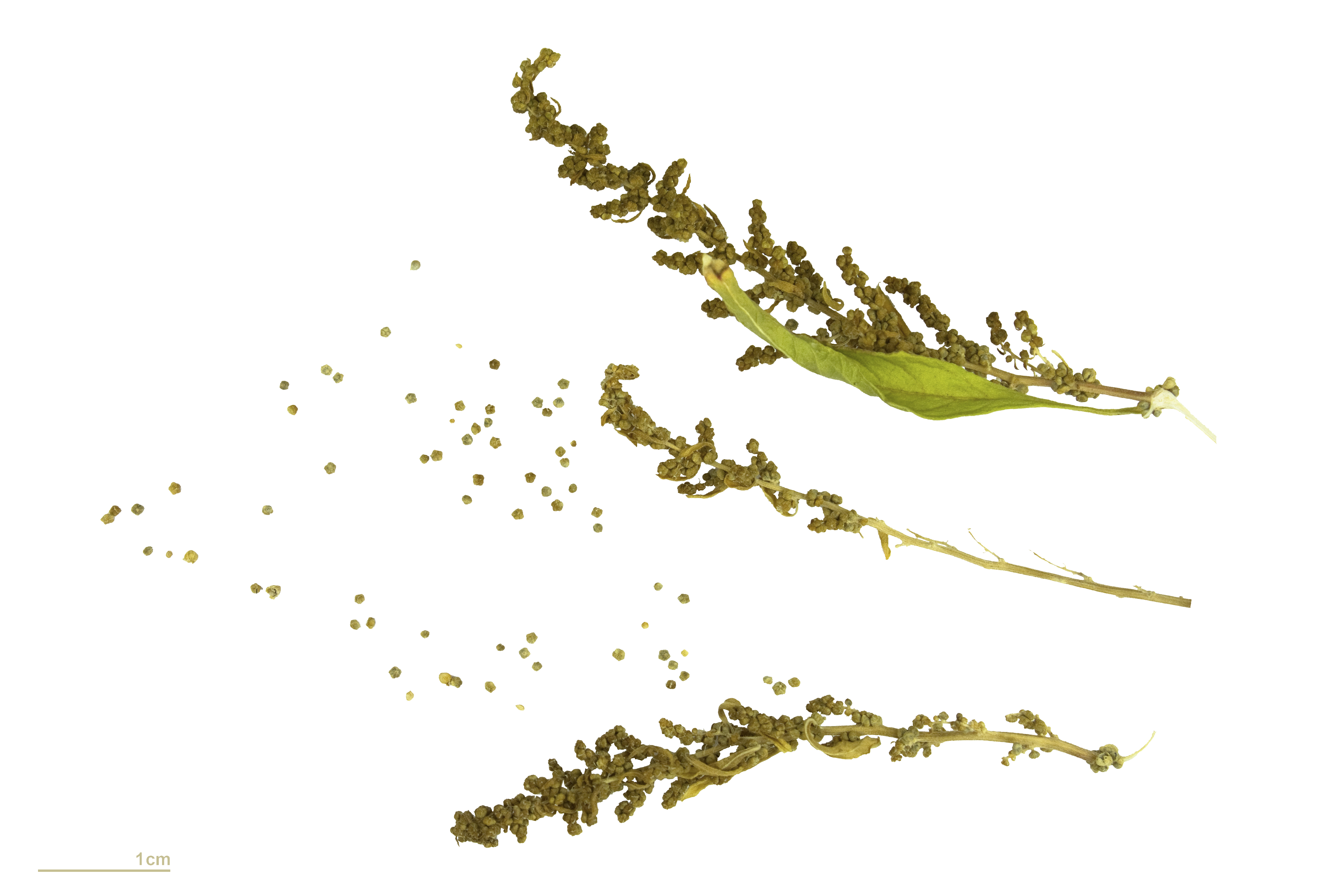